# 白鳥山 (山梨県・静岡県)
白鳥山（しらとりやま）は、静岡県と山梨県の県境に位置する標高568mの山。山頂からは富士山をはじめ南アルプス、天子山塊や愛鷹連峰を望むことができる。山梨百名山55番、静岡百山の一つ。

## 登山
JR身延線芝川駅が起点になる。駅から出たら左方向（北側）へ進み、芝富橋を渡り川合踏切を越える。その後釜口橋、内房橋と続けて渡り、本成寺へ向かうと白鳥山登山口（標高106m）に到達する。芝川駅から白鳥山登山口まではおよそ1.9km、40分のコースタイム。
登山口から山頂まで樹林帯を進むが、要所には道標が設置されている。登山口から山頂まではおよそ1.5km、1時間20分のコースタイム。帰りは往路を戻る。山頂から白鳥山登山口までの下りのコースタイムは1時間。

## 周辺
- 白鳥山森林公園[2]